# Bahía Cheapman
Bahía Cheapman o Bahía Playa Ancha (según la toponimia argentina) (en inglés: Cheapman Bay) es una bahía de 6,4 kilómetros (4 millas) de ancho, la sangría de la costa sur de la isla San Pedro cerca y al oeste de la Bahía Rey Haakon. El nombre Cheapman Strand fue dado a una característica en esta vecindad por una expedición de sellado de América que visitó Georgia del Sur en 1877/78. El nombre fue registrado como Chapman Strand y se aplica a esta bahía por Matthews en 1931. Langestrand (Long Beach) se ha utilizado a nivel local para la playa al frente de la bahía y apareció por la propia bahía en una carta náutica del Almirantazgo británico de 1931. Sin embargo, la Encuesta de Georgia del Sur, 1951-1952, informó que "Langestrand" es un término descriptivo, no un topónimo, y se aplica por cazadores de focas a por lo menos otras cuatro playas de San Pedro. Para evitar confusiones, el nombre Cheapman Bay ha sido aprobado para esta función y todos los demás nombres rechazados.